# Чемпіонат Європи з боксу 1987
XXVII Чемпіонат Європи з боксу (чоловіків) відбувся 28 травня — 7 червня 1987 року в місті Турин в Італії. Участь в чемпіонаті взяли 178 боксерів з 25 країн Європи. Змагання відбувалися у 12 вагових категоріях. Нагороду найкращому боксеру чемпіонату від Європейської асоціації любителів боксу EABA отримав Уллі Каден.

## Медалісти
| Категорія:                           | Золото:            | Срібло:             | Бронза:                              |
| Перша найлегша вага (до 48 кг)       | Ншан Мунчян        | Красимир Чолаков    | Адріан Амзер Драган Живадинович      |
| Найлегша вага (до 51 кг)             | Андреас Тевс       | Янош Вараді         | Андреа Маннаї Йонні Бредаль          |
| Легша вага (до 54 кг)                | Александр Христов  | Юрій Александров    | Рене Брайтбарт Джиммі Маянджа        |
| Напівлегка вага (до 57 кг)           | Мехак Казарян      | Ласло Сьоке         | Регіліо Туур Ярмо Ескелінен          |
| Легка вага (до 60 кг)                | Орзубек Назаров    | Еміл Чупренські     | Даніель Маеран Мікеле Кальдарелла    |
| Перша напівсередня вага (до 63.5 кг) | Борислав Абаджиєв  | В'ячеслав Яновський | Сьорен Сондергаард Реймо ван дер Гек |
| Напівсередня вага (до 67 кг)         | Василь Шишов       | Зігфрід Менерт      | Георге Петронієвич Ангел Стоянов     |
| Перша середня вага (до 71 кг)        | Енріко Ріхтер      | Віктор Єгоров       | Невілл Браун Мар'ян Гаврила          |
| Середня вага (до 75 кг)              | Генрі Маске        | Генрик Петрич       | Руслан Тарамов Еса Хукканен          |
| Напівважка вага (до 81 кг)           | Юрій Ваулін        | Рене Ріл            | Андреа Магі Ахмет Чанбакиш           |
| Важка вага (до 91 кг)                | Арнольд Вандерліде | Рамзан Себієв       | Свілен Русінов Луїджі Гаудіано       |
| Надважка вага (понад 91 кг)          | Уллі Каден         | Олександр Ягубкін   | Б'яджо К'янезе Петр Стоіменов        |

## Медальний залік
| Медальний залік |                                                |        |        |        |       |
| Місце           | Держава                                        | Золото | Срібло | Бронза | Разом |
| 1               | СРСР                                           | 5      | 5      | 1      | 11    |
| 2               | НДР                                            | 4      | 2      | 1      | 7     |
| 3               | Болгарія                                       | 2      | 2      | 3      | 7     |
| 4               | Нідерланди                                     | 1      | 0      | 2      | 3     |
| 5               | Угорщина                                       | 0      | 2      | 0      | 2     |
| 6               | Польща                                         | 0      | 1      | 0      | 1     |
| 7               | Італія                                         | 0      | 0      | 5      | 5     |
| 8               | Румунія                                        | 0      | 0      | 3      | 3     |
| 9               | Данія                                          | 0      | 0      | 2      | 2     |
| 9               | Фінляндія                                      | 0      | 0      | 2      | 2     |
| 9               | Соціалістична Федеративна Республіка Югославія | 0      | 0      | 2      | 2     |
| 12              | Англія                                         | 0      | 0      | 1      | 1     |
| 12              | Туреччина                                      | 0      | 0      | 1      | 1     |
| 12              | Швеція                                         | 0      | 0      | 1      | 1     |
| Разом           | 19 держав                                      | 12     | 12     | 24     | 48    |